# جستينا مكوكو
جستنيا مكوكو، ناشطة زيمبابوية في مجال حقوق الإنسان ومديرة مشروع السلام في زيمبابوي. وهي صحفية بالتدريب ومذيعة أخبار سابقة في هيئة إذاعة زيمبابوي.
في آذار (مارس) 2010، كانت جستينا واحدة من عشرة سيدات من المدافعات عن حقوق الإنسان من كرّمتهن وزارة الخارجية الأمريكية، حيث حصلن على جائزة نساء الشجاعة الدولية والتي تمنح للنساء اللواتي أظهرن شجاعة وقيادة استثنائيتين في تعزيز حقوق المرأة.

## الاختطاف والاحتجاز
في 3 كانون الأول (ديسمبر) 2008، اختطفت جستينا ليلاً من منزلها الواقع شمالي هراري. ذكرت دوميساني مووليا من «بيزنيس داي في جنوب أفريقيا» أنها اختطفت من قبل موظفي الدولة للاشتباه بتورطها في التخطيط لمظاهرات مناهضة للحكومة.
ثم أفادت في تقرير نشرته ذي إندبندنت أنها اقتيدت للاستجواب عن منظمات غير حكومية وعن مشروع السلام ثم اتّهمت بتجنيد شباب لتدريبهم عسكرياً مع المعارضة حركة من أجل تغير ديمقراطي. وقد تعرضت للضرب بهراوات مطاطية على قدميها (وهي أداة تعذيب يستخدمها النظام في زيمبابوي لأنها لا تترك آثاراً وبالتالي لا تكون مرئية إذا مثل الشخص أمام المحكمة).
سُلّمت بعد ثلاثة أيام إلى مجموعة أخرى من المحققين الذين ادّعوا أنهم كانوا من موظفي «القانون والنظام».
وقد هُدّدت بتصفيتها إن لم تختر الشهادة على الحالات المزعومة للتدريب العسكري.
من الشخصيات العالمية البارزة التي طالبت بالإفراج عنها جوردون براون وكونداليزا رايز. طالبت ما تعرف بمجموعة الحكماء المكونة من كوفي أنان وجيمي كارتر وغراسا ماشيل بإطلاق سراح مكوكو في مؤتمر صحفي أقيم في جنوب أفريقيا.
وبالتالي أصدرت محكمة زيمبابوي العليا أمراً لشرطة الجمهورية بالبحث عن موكوكو. لكن الشرطة تجاهلت الأمر ونفت معرفة مكان وجودها.
في الوقت ذاته، أجبرت جستينا على الركوع على الحصى لساعات أثناء استجوابها في محاولة لإجبارها على الوقيع على بيان تصرّح فيه بأنها جنّدت شرطياً سابقاً في مؤامرة مزعومة. تدهورت حالتها الصحية فأعطيت دواءً معالجاً للحساسية الخطيرة. كما أجبرت على تلاوة بيانات أمام الكاميرا ومورس عليها ضغط للاعتراف بصلتها بالشرطي السابق فيديليس موديمو. قيل لها أنها وزميلتها المخطوفة الأخرى برودريك تاكاويرا رهن الاعتقال لدى الشرطة. حيث تنقلت بين عدد من مراكز الشرطة وأجبرت على مرافقة الشرطة لتفتيش منزلها ومكتبها.
في 24 كانون الأول (ديسمبر)، نشرت صحيفة الهيرالد التابعة للدولة أن موكوكو مثلت أمام المحكمة في هراري بتهمة محاولة تجنيد أشخاص لتدريبهم عسكرياً في محاولة لقلب نظام الحكم. لم تكن جستينا قادرة على استشارة محامين. فقد مثلت أمام المحكمة مع سبعة مخطوفين آخرين، بينهم رجل يبلغ من العمر 72 عاماً وطفل يبلغ من العمر عامين كان مع والديه.
بعد اختطافها بثلاثة أشهر وفي آذار (مارس) 2009، أطلق سراح جستينا مكوكو بكفالة. تطلّبت شروط الكفالة أن تحضر إلى مركز الشرطة المحلية في نورتون أسبوعياً وتسليم جواز سفرها في 21 سبتمبر 2009، أمرت المحكمة العليا في زيمبابوي بإقامة جبرية ضد المجرمين الذين اتخذوا اجراءات جنائية ضد جستينا موكوكو. رحّبت منظمة العفو الدولية بالقرار معلّقة بأن التهم كانت من تلفيق حكومة موغابي كجزء من إستراتيجية أوسع لإسكات المعارضين السياسيين.

## وصلات خارجية
- Jestina Mukoko نسخة محفوظة 26 فبراير 2017 على موقع واي باك مشين. مجموعة الحرية مقابلة